# Dyspteris parvula
Dyspteris parvula là một loài bướm đêm trong họ Geometridae.